# Udby Sogn (Holbæk Kommune)

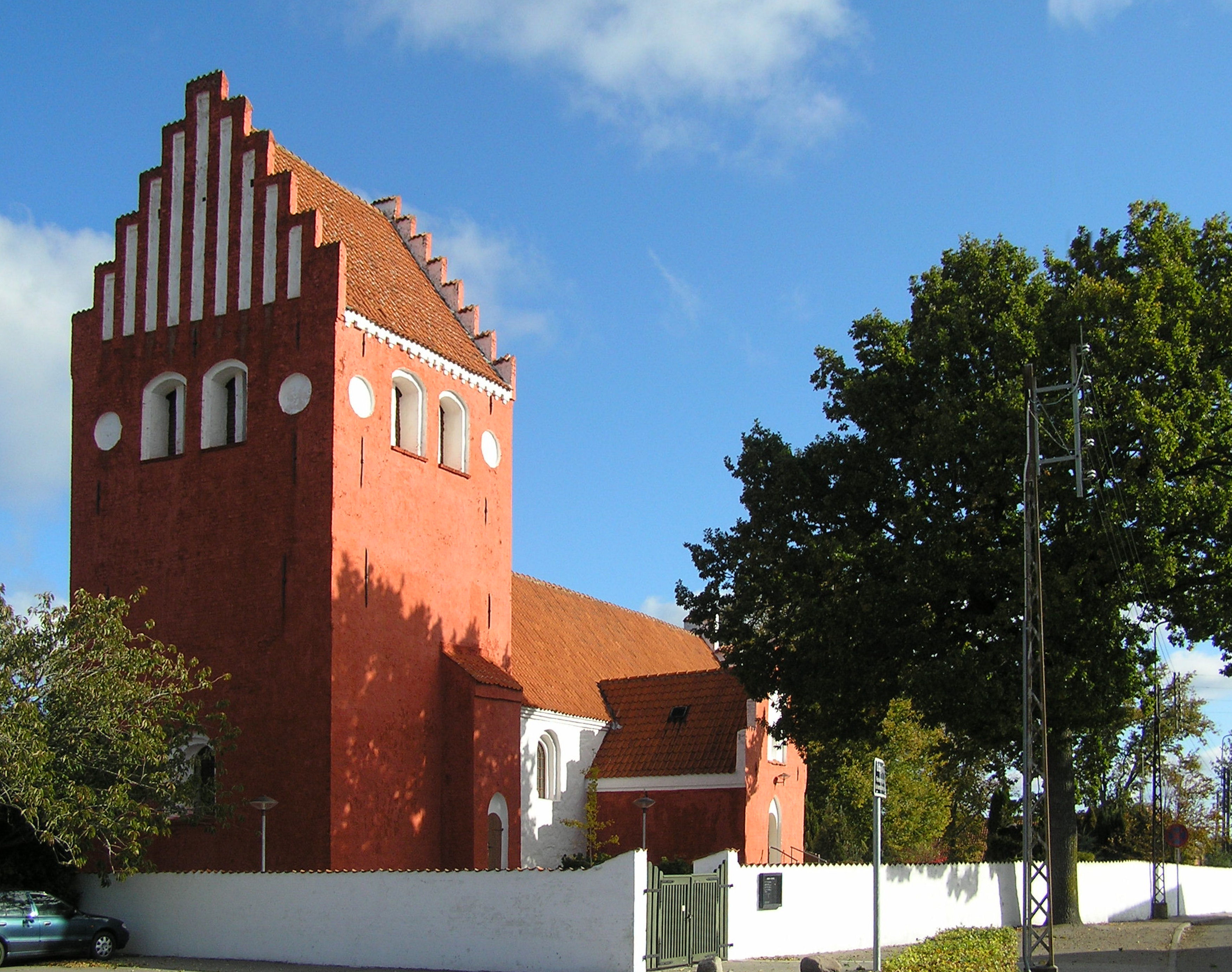
Udby Kirke

Udby Sogn  war eine Kirchspielsgemeinde (dän.: Sogn) auf der im Isefjord gelegenen Halbinsel Tuse Næs auf der Insel Sjælland im südlichen Dänemark.
Bis 1970 gehörte sie zur Harde Tuse Herred im damaligen Holbæk Amt, danach zur Holbæk Kommune im Vestsjællands Amt, die im Zuge der  Kommunalreform zum 1. Januar 2007 in der „neuen“ Holbæk Kommune in der Region Sjælland aufgegangen ist. Am ersten Januar 2016 wurden Udby Sogn und die westlich benachbarte einzige Nachbargemeinde Hørby Sogn zum Tuse Næs Sogn vereinigt.
Im Kirchspiel lebten am 1. Oktober 2015 1.190 Einwohner, im Kirchdorf leben 520 Einwohner (Stand: 1. Januar 2023).
Im Kirchspiel liegt die Kirche „Udby Kirke“.